# Agrias narcissus
Espèce
Agrias narcissus est une espèce d'insectes lépidoptères de la famille des Nymphalidae et de la sous-famille des Charaxinae et du genre Agrias.

## Dénomination
Agrias narcissus a été décrit par l'entomologiste allemand Otto Staudinger en 1885 .

### Noms vernaculaires
Agrias narcissus se nomme Narcissus Agrias en anglais.

### Taxinomie
Sous-espèces.
- Agrias narcissus narcissus; présent au Brésil, au Surinam et en Guyane.

Synonymie pour cette sous-espèce 
Agrias narcissus obidonus (Lathy, 1924)
Agrias narcissus chrysotaenia (Fassl, 1924)
Agrias narcissus clevelandiae (Rosa, 1926)
Agrias narcissus chritinae (Le Moult, 1927)
Agrias narcissus obidonus lindissima (Michael, 1929)
Agrias narcissus chrysotaenia latifasciata (Michael, 1930)
Agrias narcissus obidonus corallina (Michael, 1931)
Nymphalis ixion (Le Moult, 1933)
Agrias narcissus obidonus yoirotateha (Okano, 1994)
- Agrias narcissus stoffeli (Mast & Descimon, 1972); présent au Venezuela
- Agrias narcissus tapajonus (Fassl, 1921); présent au Brésil

Synonymie pour cette sous-espèce 
Agrias claudia dubiosa (Fassl, 1921)
Agrias narcissus illustrissimus (Fassl, 1921)
Agrias narcissus porphyrionis (Fassl, 1921)

## Description
Agrias narcissus est un papillon aux ailes antérieures à bord costal bossu, apex angulaire, bord externe concave et bord externe aux ailes postérieures légèrement festonné. 
Le dessus est bleu avec aux ailes antérieures une large bande rouge du milieu du bord costal à l'angle externe et l'apex est noirci, alors que les ailes postérieures sont bleue bordées de noir.
Le revers est jaune vert avec aux ailes antérieures la présence ou non d'une bande orange suivant les sous-espèces et aux ailes postérieure une ligne submarginale de gros ocelles centrés de noir pupillé d'un chevron vert et une ornementation de lignes sinueuses de tirets noirs..

## Biologie
Leur biologie est encore mal connue.

## Écologie et distribution
Agrias narcissus est présent au Venezuela,  au Brésil, au Surinam et en Guyane,.

### Biotope
Agrias narcissus réside dans la canopée dont il ne descend que rarement.

### Protection
Pas de statut de protection particulier.